# High Expectations
High Expectations is het debuut-studioalbum van de Engelse singer-songwriter Mabel. Het album kwam uit  op 2 augustus 2019, door Polydor Records. Het album werd voorafgegaan door de release van de singles " Don't Call Me Up ", " Mad Love " en "Bad Behaviour".

## Singles
Op 18 januari 2019 werd " Don't Call Me Up " uitgebracht als de eerste single van High Expectations . De single debuteerde op nummer 11 op de UK Singles Chart. De single piekte later op nummer drie gedurende drie opeenvolgende weken in maart 2019.  De single werd vervolgens Mabel's eerste entry op de Billboard Hot 100, met een piek op nummer 66. Ook in de rest van de wereld scoorde het nummer goed met een top 3 in België, Nederland, Noorwegen en Ierland.  
Op 7 juni 2019 werd " Mad Love " uitgebracht als de tweede single van High Expectations en debuteerde op nummer 18 in de Britse hitlijsten.
Op 23 juli 2019 bracht Mabel de eerste promotie single  van High Expectations uit, "Bad Behaviour", waarvan de videoclip dezelfde dag uitkwam.
Op 3 augustus heeft Mabel een Spotify Vertical video van 'OK (Anxiety Anthem) uitgebracht, deze is alleen te zien op Spotify.
"God Is a Dancer" met Tiësto, "Boyfriend", "West Ten" met AJ Tracey en Tick Tock, met Clean Bandit, werden op de digitale en streaming versie geplaatst van het album. Deze nummers werden ook allemaal op single uitgebracht, en scoorden in de Britse hitlijst.

## Tracklist
| 1.                 | High Expectations (Intro)                                      | Jean-Marie                               | 1:27 |
| 2.                 | Bad Behaviour                                                  | Wildlife, Dre Skull, Cameron Gower Poole | 3:25 |
| 3.                 | Don't Call Me Up                                               | Steve Mac                                | 2:58 |
| 4.                 | FML                                                            | Oak                                      | 3:12 |
| 5.                 | We Don't Say...                                                | Sankehips, MXXWLL                        | 3:11 |
| 6.                 | Selfish Love (featuring Kamille)                               | Fraser T Smith                           | 3:12 |
| 7.                 | Lucky (Interlude)                                              | Jordan Riley                             | 1:14 |
| 8.                 | Mad Love                                                       | Mac                                      | 2:49 |
| 9.                 | Trouble                                                        | MakeYouKnowLove                          | 3:28 |
| 10.                | Put Your Name on It                                            | Smith                                    | 3:41 |
| 11.                | Stckhlm Syndrome (Interlude)                                   | JD Reid, Crocker                         | 2:25 |
| 12.                | OK (Anxiety Anthem)                                            | MNEK                                     | 3:36 |
| 13.                | I Belong to Me                                                 | Jordan Riley                             | 2:38 |
| 14.                | High Expectations (Outro)                                      | Jean-Marie                               | 2:25 |
| 15.                | Finders Keepers (ft. Kojo Funds) (bonus track)                 | JD Reid                                  | 4:28 |
| 16.                | Fine Line (met Not3s) (bonus track)                            | JD Reid                                  | 3:32 |
| 17.                | My Lover (met Not3s) (bonus track)                             | Jay Weathers & Alistair O'Donnell        | 3:12 |
| 18.                | Ring Ring (met Jax Jones featuring Rich the Kid) (bonus track) | Jax Jones                                | 3:38 |
| 19.                | Cigarette (met Raye and Stefflon Don) (bonus track)            | Twice as Nice & Charlie Handsome         | 3:08 |
| 20.                | Not Sayin' (bonus track)                                       | Al Shux                                  | 3:43 |
| Totale duur: 61:22 |                                                                |                                          |      |